# Noise Appeal Records
Noise Appeal Records ist ein 2003 gegründetes unabhängiges Plattenlabel mit Sitz in Wien und ist eines der am längsten agierenden Independent-Labels Österreichs.

## Geschichte
Das Label wurde 2003 von Dominik Uhl und Marion Brogyanyi in Wien gegründet, anfangs mit dem Ziel, befreundeten Bands aus dem Hardcore Umfeld und befreundeten Künstlern eine Plattform für die Veröffentlichung ihrer Aufnahmen zu geben. Nach Brogyanyis Ausstieg 2005 betrieb Uhl das Label alleine weiter. Neben der steigenden Zahl an heimischen Künstlern auf dem Label sowie einer Verbreiterung der musikalischen Ausrichtung des Labels in Richtung Noise-Rock fallen auch die ersten Veröffentlichungen des Labels auf Schallplatte in diesen Zeitraum.
Zwischen 2013 und 2014 war neben Uhl, Peter Balon für die künstlerische Ausrichtung des Labels mitverantwortlich. In diesem Zeitraum entstanden Kooperationen mit Künstlern wie Fuckhead und Sleep Sleep. Ab 2013 wurden Produktionen neben Vinyl und CD auch digital veröffentlicht. Stilistisch verbreitert sich das Spektrum des Labels durch die künstlerischen Neuzugänge von Punkrock bis hin zu Elektro-Dark-Pop.
Seit 2019 ist neben Uhl nun Michael Marlovics Partner in der eigens für das Label gegründeten Gesellschaft.
2020 veröffentlichte Noise Appeal Records in der dafür neu geschaffenen Noise Appeal History Serie das für einen Grammy nominierte und von Stefan Sagmeister designte Album Mountains of Madness – das letzte Album der Band H. P. Zinker – erstmals auf Vinyl. Das Coverartwork wurde mit Hilfe Sagmeisters nachgebaut, weil die ursprünglichen Grafik-Daten nur mehr unvollständig vorhanden waren.
2021 wurde das Album Lonely Ballads des Aktionstheater Ensemble veröffentlicht, die für das gleichnamige Theaterstück für den Nestroy-Theaterpreis 2021 nominiert sind.

## Künstler (Auswahl)
- 27
- Aktionstheater Ensemble
- Ash My Love
- Couscous & Boris Hauf
- Convertible (Hans Platzgumer)
- Die Buben im Pelz
- Doomina
- Drive Moya
- Dun Field Three
- Fuckhead (Didi Bruckmayr)
- Hella Comet
- H. P. Zinker
- Ixthuluh
- Reflector
- Scarabaeusdream
- The Ghost and the Machine
- The Happy Sun (Gerhard Potuznik)
- The Striggles
- Tim Thoelke
- Tracker
- Wipeout

Quelle:

## Veröffentlichungen
| Jahr | Interpret                                        | Titel                                      | Tonträger   | Format      | Katalognummer |
| ---- | ------------------------------------------------ | ------------------------------------------ | ----------- | ----------- | ------------- |
| 2003 | Fresnel                                          | Scenario                                   | CD          | EP          | Noise01       |
| 2003 | Once Tasted Life                                 | Fallow Fields of Hope                      | CD          | EP          | Noise02       |
| 2004 | United Movement                                  | Introducing the Exploration                | CD          | EP          | Noise03       |
| 2005 | 27/Bug                                           | Split                                      | LP          | Split-EP    | Noise04       |
| 2005 | Plague Mass                                      | Visitation                                 | CD          | Album       | Noise05       |
| 2006 | Plague Mass/Worlds Between Us                    | Split                                      | 7inch       | Single      | Noise06       |
| 2006 | Reflector                                        | Phantoms                                   | CD          | Album       | Noise07       |
| 2006 | Plague Mass                                      | Deathless                                  | CD          | EP          | Noise09       |
| 2007 | Dimitrij                                         | words/objects                              | CD          | Album       | Noise08       |
| 2007 | Fresnel/Vancouver                                | Split                                      | 7inch       | Single      | Noise10       |
| 2007 | Dimitrij                                         | words/objects                              | LP          | Album       | Noise11       |
| 2007 | Worlds Between Us                                | Downsides                                  | CD          | EP          | Noise12       |
| 2008 | The Striggles                                    | Expressionism                              | LP          | Album       | Noise13       |
| 2008 | The Striggles                                    | Expressionism                              | CD          | Album       | Noise14       |
| 2008 | Plague Mass                                      | Living among Meat Eaters                   | LP          | Album       | Noise15       |
| 2009 | Reflector                                        | Pass                                       | LP          | Album       | Noise16       |
| 2009 | Reflector                                        | Pass                                       | CD          | Album       | Noise17       |
| 2009 | The Striggles                                    | Aloah                                      | LP          | Album       | Noise18       |
| 2009 | Reflector/The Striggles                          | Split                                      | 7inch       | Single      | Noise20       |
| 2010 | Sex Jams                                         | Post Teenage Shine                         | LP          | Album       | Noise19       |
| 2010 | Code Inconnu                                     | s/T                                        | LP          | Album       | Noise21       |
| 2010 | The Striggles                                    | Cold Song                                  | 10inch      | EP          | Noise22       |
| 2010 | Sex Jams                                         | Julie Had a Brother                        | 7inch       | Single      | Noise23       |
| 2010 | Plague Mass                                      | Union of Egoists                           | LP          | Album       | Noise24       |
| 2011 | Hella Comet                                      | s/T                                        | 10inch      | EP          | Noise26       |
| 2011 | The Striggles                                    | striggcatmummy                             | Doppel-LP   | Album       | Noise28       |
| 2012 | 27                                               | twenty27seven                              | 7inch       | Single      | Noise27       |
| 2012 | Sex on the beach                                 | Power                                      | LP          | Album       | Noise25       |
| 2012 | Black Books                                      | In this Town                               | 7inch       | Single      | Noise29       |
| 2012 | The Striggles                                    | s/T                                        | Doppel-LP   | Album       | Noise30       |
| 2012 | Automassage                                      | We Should Get Rid off Our Saxophone Player | LP          | Album       | Noise31       |
| 2012 | Reflector                                        | The Heritage                               | LP          | Album       | Noise33       |
| 2012 | Reflector                                        | 15                                         | 4x7inch Box | Singles-Box | Noise34       |
| 2013 | Sex Jams                                         | Trouble, Honey                             | LP          | Album       | Noise32       |
| 2013 | H.P. Zinker                                      | Singles Box 1989-1994                      | 6x7inch Box | Singles Box | Noise35       |
| 2013 | Fuckhead                                         | Avoid Nil                                  | LP          | Album       | Noise36       |
| 2013 | Fuckhead                                         | Avoid Nil                                  | Digital     | EP          | Noise36-x     |
| 2013 | Sleep Sleep                                      | Gospel                                     | LP          | Album       | Noise37       |
| 2013 | Sleep Sleep                                      | cvrs                                       | Digital     | EP          | Noise37-1x    |
| 2013 | Bug                                              | Atropos                                    | LP          | Album       | Noise38       |
| 2013 | Hella Comet                                      | Wild Honey                                 | LP          | Album       | Noise39       |
| 2014 | It’s Everyone Else                               | New Religion                               | LP          | Album       | Noise40       |
| 2014 | Ash My Love                                      | Honeymoon Blues                            | LP          | Album       | Noise42       |
| 2015 | Sleep Sleep                                      | cvrs2                                      | Digital     | EP          | Noise37-2x    |
| 2015 | Like Elephants                                   | Home                                       | 7inch       | Single      | Noise41       |
| 2015 | Lehnen                                           | Reaching over Ice and Waves                | Doppel-LP   | Album       | Noise43       |
| 2015 | Doomina                                          | s/T                                        | LP          | Album       | Noise44       |
| 2015 | Ash My Love / Bulbul                             | Split                                      | 7inch       | Single      | Noise46       |
| 2016 | Hella Comet                                      | Locust Valley                              | LP          | Album       | Noise45       |
| 2016 | Like Elephants                                   | oneironout                                 | LP          | Album       | Noise47       |
| 2016 | It’s Everyone Else                               | Heaven Is an Empty Room                    | LP          | Album       | Noise48       |
| 2016 | Doomina                                          | Elsewhere                                  | LP          | Album       | Noise49       |
| 2016 | Couscous & Boris Hauf                            | Eisen                                      | LP          | Album       | Noise51       |
| 2017 | Fuckhead                                         | Dislocation                                | LP          | Album       | Noise50       |
| 2017 | Tracker                                          | Rule of Three                              | Doppel-LP   | Album       | Noise52       |
| 2017 | Tracker                                          | Rule of Three                              | CD          | Album       | Noise53       |
| 2017 | Die Buben im Pelz                                | Katzenfestung                              | LP          | Album       | Noise54       |
| 2017 | Die Buben im Pelz                                | Katzenfestung                              | CD          | Album       | Noise55       |
| 2017 | Ash My Love                                      | Money                                      | LP          | Album       | Noise58       |
| 2017 | Ash My Love                                      | Money                                      | CD          | Album       | Noise59       |
| 2017 | Ash My Love                                      | asleep                                     | Digital     | Single      | Noise59-x     |
| 2017 | Fuckhead                                         | Dislocation                                | CD          | Album       | Noise60       |
| 2018 | H.P. Zinker                                      | 3 Tracks                                   | 7inch       | Single      | Noise35-1LTD  |
| 2018 | H.P. Zinker                                      | 4 Tracks                                   | 7inch       | Single      | Noise35-2LTD  |
| 2018 | Baguette                                         | Expensive Mouse                            | LP          | Album       | Noise56       |
| 2018 | Baguette                                         | Expensive Mouse                            | CD          | Album       | Noise57       |
| 2018 | 15th Anniversary                                 | Singles Club                               | 12x7inch    | Singles-Box | Noise61       |
| 2018 | H.P. Zinker / Chris Magerl                       | Split                                      | 7inch       | Single      | Noise61-1     |
| 2018 | Diamond Seas / Michael Hanisch                   | Split                                      | 7inch       | Single      | Noise61-2     |
| 2018 | PHIL>                                            | Split                                      | 7inch       | Single      | Noise61-3     |
| 2018 | Kreisky / Tracker                                | Split                                      | 7inch       | Single      | Noise61-4     |
| 2018 | Flowers in Concrete/Hella Comet                  | Split                                      | 7inch       | Single      | Noise61-5     |
| 2018 | Einerbande / Couscous & Boris Hauf               | Split                                      | 7inch       | Single      | Noise61-6     |
| 2018 | Doomina / Reflector                              | Split                                      | 7inch       | Single      | Noise61-7     |
| 2018 | 27 / The Striggles                               | Split                                      | 7inch       | Single      | Noise61-8     |
| 2018 | Bug / Lehnen                                     | Split                                      | 7inch       | Single      | Noise61-9     |
| 2018 | Vienna Rest in Peace / The Ghost and the Machine | Split                                      | 7inch       | Single      | Noise61-10    |
| 2018 | Die Buben im Pelz / Ash My Love                  | Split                                      | 7inch       | Single      | Noise61-11    |
| 2018 | It’s Everyone Else / Satan! Satan! Satan!        | Split                                      | 7inch       | Single      | Noise61-12    |
| 2018 | Convertible                                      | Final call                                 | 7inch       | Single      | Noise62       |
| 2018 | The Happy Sun                                    | Summerrain                                 | Digital     | EP          | Noise63       |
| 2018 | Convertible                                      | Sandy Beaches                              | Digital     | Single      | Noise64       |
| 2018 | The Happy Sun                                    | Stars without Fame                         | Digital     | Single      | Noise65       |
| 2018 | Convertible                                      | Holst Gate                                 | LP          | Album       | Noise66       |
| 2018 | Convertible                                      | Holst Gate                                 | CD          | Album       | Noise67       |
| 2018 | The Ghost and the Machine                        | Red Rain Tires                             | CD          | Album       | Noise68       |
| 2018 | Doomina                                          | Orenda                                     | CD          | Album       | Noise69       |
| 2018 | Doomina                                          | Orenda                                     | Doppel-LP   | Album       | Noise70       |
| 2018 | The Ghost and the Machine                        | Red Rain Tires                             | LP          | Album       | Noise74       |
| 2018 | The Ghost and the Machine                        | Caroline                                   | Digital     | Single      | Noise74-x     |
| 2019 | V/A                                              | 15th Anniversary Compilation               | Digital     | Sampler     | Noise71       |
| 2019 | Hella Comet                                      | turf                                       | Digital     | Single      | Noise71-11    |
| 2019 | Scarabaeusdream                                  | Crescendo                                  | LP          | Album       | Noise72       |
| 2019 | Scarabaeusdream                                  | Crescendo                                  | CD          | Album       | Noise73       |
| 2019 | Dun Field Three                                  | s/T                                        | CD          | Album       | Noise75       |
| 2019 | Dun Field Three                                  | s/T                                        | LP          | Album       | Noise76       |
| 2019 | Reflector                                        | Turn                                       | CD          | Album       | Noise77       |
| 2019 | Reflector                                        | Turn                                       | LP          | Album       | Noise78       |
| 2019 | Reflector                                        | Flugangst                                  | Digital     | Album       | Noise79       |
| 2019 | The Happy Sun                                    | s/T                                        | LP          | Album       | Noise80       |
| 2019 | The Happy Sun                                    | s/T                                        | CD          | Album       | Noise81       |
| 2019 | Drive Moya                                       | The Light We Lost                          | CD          | Album       | Noise82       |
| 2019 | Drive Moya                                       | Cold Water                                 | Digital     | Single      | Noise82-x     |
| 2019 | Wipeout                                          | Songs for Androids                         | Digital     | EP          | Noise84       |
| 2020 | H.P. Zinker                                      | Mountains of Madness                       | Doppel-LP   | Album       | Noise83       |
| 2020 | IXTHULUH                                         | Smash                                      | LP          | Album       | Noise85       |
| 2020 | Flowers in Concrete/Dim Prospects                | Split                                      | LP          | EP          | Noise86       |
| 2020 | The Ghost and the Machine                        | Slow Skies                                 | Digital     | Single      | Noise88       |
| 2020 | Convertible                                      | Holst Gate II                              | CD          | Album       | Noise89       |
| 2020 | Convertible                                      | Holst Gate II                              | LP          | Album       | Noise90       |
| 2020 | Convertible                                      | Not a Cloud                                | Digital     | Single      | Noise90-x     |
| 2020 | Die Buben im Pelz                                | Kodachrom/Bella                            | 7inch       | Single      | Noise91       |
| 2020 | Heckspoiler                                      | Synthetik Athletik                         | LP          | Album       | Noise92       |
| 2020 | Heckspoiler                                      | Ned wie Du                                 | Digital     | Single      | Noise92-x     |
| 2020 | Heckspoiler                                      | Ka Liebe mehr                              | Digital     | Single      | Noise92-x2    |
| 2020 | Heckspoiler                                      | Synthetik Athletik                         | CD          | Album       | Noise93       |
| 2020 | The Happy Sun                                    | Airforce One                               | Digital     | Single      | Noise96       |
| 2021 | Die Buben im Pelz                                | Frühlingsgespenster                        | Digital     | Sinle       | Noise87       |
| 2021 | Die Buben im Pelz                                | Geisterbahn                                | LP          | Album       | Noise94       |
| 2021 | Die Buben im Pelz                                | Geisterbahn                                | CD          | Album       | Noise95       |
| 2021 | Greyshadow                                       | Sway                                       | Digital     | Single      | Noise99       |
| 2021 | Tim Thoelke                                      | Die schwarze Katze                         | Digital     | Single      | Noise101      |
| 2021 | Lehnen                                           | Lacuna                                     | Digital     | Single      | Noise102      |
| 2021 | The Happy Sun                                    | Giving Ground                              | Digital     | Single      | Noise10       |
| 2021 | Tim Thoelke                                      | Böse See                                   | LP          | Album       | Noise104      |
| 2021 | Tim Thoelke                                      | Böse See                                   | CD          | Album       | Noise105      |
| 2021 | Drive Moya                                       | The Sea                                    | Digital     | Single      | Noise106      |
| 2021 | Wipeout                                          | Tongues                                    | Digital     | Single      | Noise107      |
| 2021 | Lehnen                                           | Negative Space                             | Digital     | Single      | Noise109      |
| 2021 | Greyshadow                                       | The Weight                                 | Digital     | Single      | Noise110      |
| 2021 | Aktionstheater Ensemble                          | Lonely Ballads                             | CD          | Album       | Noise111      |
| 2021 | Aktionstheater Ensemble                          | Lonely Ballads                             | LP          | Album       | Noise112      |
| 2021 | Die Buben im Pelz                                | Frühlingsgespenster Remixes                | Digital     | Single      | Noise113      |
| 2021 | Greyshadow                                       | Fast                                       | Digital     | Single      | Noise114      |
| 2021 | The Hapy Sun / Black Palms Orchestra             | Split                                      | 7inch       | Single      | Noise115      |
| 2021 | Die Buben im Pelz                                | Geisterbahn Zweitpressung                  | LP          | Album       | Noise116      |

## Quellnachweise, Fußnoten
1. ↑  Über Noise Appeal Records. In: Noise Appeal Records. Abgerufen am 19. Oktober 2021 (deutsch).
2. ↑  Lärmend und reizeid zugleich - Noise Appeal Records im Mica Portrait. In: Mica Austria. Abgerufen am 19. Oktober 2021 (deutsch).
3. ↑  Noise Appeal Records im Portrait 2011. In: Music Austria. Abgerufen am 19. Oktober 2021 (deutsch).
4. ↑  Fuckhead im Ö1 Radiokolleg. In: Ö1. Abgerufen am 19. Oktober 2021 (deutsch).
5. ↑  Interview mit Dominik Uhl und Peter Balon. In: Music Austria. Abgerufen am 19. Oktober 2021 (deutsch).
6. ↑  Noise Appeal Records als Teil der Marlovics Uhl Medien Gmbh. In: Wirtschaftskammer Österreich. Abgerufen am 19. Oktober 2021 (deutsch).
7. ↑  38TH ANNUAL GRAMMY AWARDS (1995), BEST RECORDING PACKAGE, Mountains Of Madness (Album). In: grammy.com. Abgerufen am 19. Oktober 2021 (englisch).
8. ↑  Interview mit Dominik Uhl im Rahmen der Crowd funding Kampagne der Produktion. In: Noise Appeal Records. Abgerufen am 19. Oktober 2021 (deutsch).
9. ↑  Mountains of madness bei wemakeit.at. In: We make it. Abgerufen am 19. Oktober 2021 (deutsch).
10. ↑  Nestroy Theaterpreis 2021. In: Nestroy Theaterpreis. Abgerufen am 19. Oktober 2021 (deutsch).
11. ↑  Künstler des Labels. In: Noise Appeal Records. Abgerufen am 19. Oktober 2021 (deutsch).
12. ↑  Veröffentlichungen laut Discogs. In: Discogs. Abgerufen am 21. Oktober 2021 (englisch).